# HP CodeWars
L'HP CodeWars és una competició de programació orientada a alumnes des de 3r d'ESO fins a 2n de Batxillerat. Les CodeWars combinen diversos factors de qualitat: un ambient tecnològic i un ampli rang de reptes de programació. Inicialment es va fer a al campus d'HP de Houston durant els primers 15 anys, i després s'hi van afegir altres ciutats a partir del 2014, com Austin, Bangalore, Palo Alto, Roseville, i Taipei i l'any 2015 s'hi afegiren Barcelona i Newcastle.